# 阿富汗通讯

## 电话
固定电话：
- 33,100 (2002年)

移动电话：
- 15,000 (2002年)

电话系统：
- 一般性评估：非常有限的电话和电报服务
- 国内：电话服务在2003年之前建立了两个移动电话运营商而有所改善；固定电话只有0.1/10人
- 国际：国家代码：93；只有在喀布尔、坎大哈、贾拉拉巴德等5个城市提供国际和国内的声音和数据服务

## 广播电视
无线电广播：
- AM 21, FM 23, 短波 1 (2003年)

电视广播：
- 至少10 (一个政府运营位于喀布尔的中央电视台以及32个省中的9个电视台；the regional stations operate on a reduced schedule; also, in 1997, there was a station in Mazar-e Sharif reaching four northern Afghanistan provinces) (1998)地方无线电台呈减少的趋势；而且，在1997年，在Mazar-e Sharif建立的一家电台可以覆盖阿富汗的南方四个省。（1998）

## 互联网
2003年3月建立了“af”的阿富汗域名。Internet access is growing through Internet cafes as well as public "telekiosks" in Kabul that are part of a nationwide network proposed by the Transitional Authority for Internet access (2002)
互联网国家代码：
- .af

互联网用户：
- 1000（2002年）